# Jia Tong
Jia Tong (Nanchong, 21 agosto 1991) è una tuffatrice cinese.

## Biografia
Rappresentando la propria nazionale ha vinto due medaglie d'oro ai campionati mondiali, trionfando nel concorso dei tuffi dalla piattaforma 10 metri sia nel 2005 che nel 2007.

## Palmares
- Mondiali

Montréal 2005: oro nel sincro 10 m e bronzo nella piattaforma 10 m.
Melbourne 2007: oro nel sincro 10 m.
- Giochi asiatici

Doha 2006: oro nel sincro 10 m.

### Coppa del Mondo
- Vincitrice della Coppa del Mondo della piattaforma 10 m nel 2006
- Vincitrice della Coppa del Mondo del sincro 10 m nel 2006